# Монодрама
Монодра́ма (від грец. μόνος — один і грец. δράμα - дія) — малий драматичний твір, у якому виступає тільки одна особа. Це розлогий монолог, звернений до глядачів, або до другого персонажа, присутнього на сцені, але безмовного, або який перебуває за сценою.
Інший характер має монодрама, у якій актор виконує почергово кілька ролей, змінюючи свою зовнішність чи театральний костюм. Таке виконання мала монодрама у стародавній Греції до Есхіла, коли один актор, змінюючи маски, грав кількох дійових осіб перед хором. Перед Есхілом трагедія переважно складалася з хорових партій, які переривалися репліками між проводирем хору (корифеєм) і єдиним актором, який міг виконувати кілька ролей. Есхіл у своїх трагедіях обмежив участь хору і ввів на сцену другого актора, що пожвавило розвиток дії й діалог.
Відомими прикладами монодрам є:
- «Пандора» (англ. Pandora) англійського поета Френка Соєрса (1792);
- «Про шкоду тютюну» (рос. О вреде табака) Антона Чехова, (1903);
- «Контрабас» (нім. Der Kontrabass) Патріка Зюскінда, (1980);
- «Секс, наркотики і рок-н-рол» (англ. Sex, Drugs, Rock & Roll) Еріка Богосяна, (1991);
- «Ніч у листопаді» (англ. A Night In November) ірландської акторки й драматургині Мері Джонс (1994).
- «Не плачте за мною ніколи…» за оповіданням Марії Матіос, (2000).

В Україні цей вид драматичних творів надзвичайно популярний, йому присвячена низка фестивалів. Так, 1999 року заснований і проводиться у Хмельницькому щорічний Міжнародний фестиваль «Відлуння». Він став брендом, який презентує Україну та входить до Міжнародного інституту театру при ЮНЕСКО. На фестивалі презентують свою творчість театри одного актора з усього світу.
У Києві щорічно в жовтні з 2004 року проводиться у просторі Національного академічного драматичного театру імені Івана Франка Міжнародний театральний фестиваль жіночих монодрам «Марія». Це єдиний фестиваль жіночих монодрам на теренах Європи. На Камерну сцену Театру імені Івана Франка організатори (директор фестивалю з часу його заснування — Народна артистка України, лауреат Національної премії ім. Т. Шевченка Лариса Кадирова) запрошують ретельно відібрані вистави з різних країн світу: Польщі, Вірменії, Великої Британії, Словаччини, США, Єгипету, Норвегії, Німеччини, Австралії, Італії, Угорщини і, звичайно, України.
Знаними українськими акторами, виконавцями монодрам є Ада Роговцева, Лариса Кадирова,  Святослав Максимчук, Євген Нищук. Так, 23 вересня 2007 року в рамках Міжнародного фестивалю «Марія», чи не найбільшу увагу глядачів привернула вистава «…Бути…», психологічна монодрама, виконана Ларисою Кадировою і приурочена до 150-річчя великої вірменської акторки Сірануйш (справжнє ім'я — Меробе Кантарджян). У моновиставі «Не плачте за мною ніколи…» за М. Матіос Лариса Кадирова в образі баби Юстини, котра прожила довге життя, чекає на свій останній день і ретельно до нього готується, спілкується з глядачами, розповідає про своїх сусідів, дає останні настанови своїм дітям. Для неї смерть — це реальність, перед якою всі рівні. Героїня актриси мудро зауважує: «…яке в людини життя, така буде і смерть». Прем'єру моновистави уперше зіграли у Херсонському обласному академічному музично-драматичному театрі ім. М. Куліша.
У Київській академічній майстерні театрального мистецтва «Сузір'я» 2013 року відбулася прем'єра вистави Олексія Кужельного за поезією Миколи Вінграновського у виконанні Народного артиста України Євгена Нищука. Сюжет вистави простий: життя людини — від народження до смерті — у поетичному усвідомленні. Його «прекрасний звір у серці» проголошує нетлінність поезії. Ця вистава отримала «Київську пектораль» у номінації «За кращу камерну виставу», а виконавець головної ролі Євген Нищук — приз «За кращу чоловічу роль». У липні 2013 року вистава «Прекрасний звір у серці» була показана на Х Міжнародному фестивалі «TALVІLS 2013» у місті Валка (Латвія).
За драматичною поемою Лесі Українки «На полі крові» (1909), у якій змодельована морально-етична дискусія двох дійових осіб: Юди і Прочанина, львівський «Театр у кошику» 2001 року презентував монодраму режисера Ірини Волицької у виконанні акторки Лідія Данильчук в ролі Юди-Прочанина.
Видатною українською виконавицею співаних моновистав-монодрам є акторка й співачка Наталка Половинка. У її репертуарі моновистави, які несуть драматичне навантаження — «Квітка-невіста», «Вість літа». Так, у виставі «Квітка-невіста» героїня — квітуча чиста душа, що проходить зі своїм, особливим внутрішнім світлом через смуток і веселощі, через земні околиці й райські луки. Ця моновистава-мандрівка, де глядач немовби проходить із акторкою її різні емоційні стани.

Афіша опери «Людський голос» (Київ, 2019)

17 жовтня 2019 року в київському Театрі на Подолі у рамках Року французької мови в Україні до 120-річчя від дня народження Франсіса Пуленк та 130-річчя Жана Кокто був реалізований міжнародний українсько-нідерландський проєкт «La Voix Humaine Facetime» («Людський голос». Музика Франсіса Пуленк, текст Жана Кокто). «Людський голос» — своєрідна музична монодрама. Жінка, яку покинув коханий, востаннє розмовляє з ним по телефону. На сцені вона одна. Реплік чоловіка не чути, про них можна лише здогадуватися за реакцією жінки. Вся опера складається з великого діалогу з відсутнім партнером, що надає їй форму монологу. Виконавці:
- концепція, режисура й дизайн — Кріс Колміс (Нідерланди);
- голос — Катерина Левенталь (Нідерланди);
- партія фортепіано — лауреат міжнародних конкурсів Марія Прилипко (Україна).[12]

Наймасовіший у світі театральний фестиваль монодрам United Solo щорічно проходить у Нью-Йорку в Theatre Row. 2013 року на ньому було представлено понад 120 постановок. У Кілі, (Німеччина), регулярно проходить міжнародний театральний фестиваль монодрам Thespis International Monodrama Festival.
Жанр монодрами активно розвивається, змінюється та жанрово модифікується не лише в українському, але й у європейському просторі. Сучасна моновистава складається з елементів — слова, музики, сценографії, світла тощо, — які доповнюють один одного, де кожен елемент має свою значущість. До чисто акторської гри додається спів, танець, сценічний рух, майстерність психологічної перебудови характерів, доповнених змінами тембру голосу, міміки, пластики тіла, поєднаних із традиційними чи модерновими атрибутами моновистави.